# Albany (wieś w Vermont)
Albany – wieś (village) w Stanach Zjednoczonych, w stanie Vermont, w hrabstwie Orleans, w gminie (town) Albany.